# Pojok Kulon
Pojok Kulon is een bestuurslaag in het regentschap Jombang van de provincie Oost-Java, Indonesië. Pojok Kulon telt 3034 inwoners (volkstelling 2010).